# John Cummings
John Scott Cummings, född 6 juli 1943 i Newcastle upon Tyne, död 4 januari 2017 i Durham, var en brittisk politiker (Labour). Han var parlamentsledamot för valkretsen Easington från 1987 till 2010.